# Бронислав Камински
Бронислав Камински (на руски: Бронислав Владиславович Каминский)(1899 – 1944, Варшава, Полша) е руски нацист, създател и ръководител на 29-а СС гренадирска дивизия РОНА (1-ва Руска Освободителна Народна Армия), бригадефюрер от СС, генерал-майор (1944).

## Биография

### Довоенен период
Роден е във Витебск в полско-немско семейство (баща поляк, майка немкиня). През 1917 г. постъпва в Петербургския политехнически институт, но скоро след това се записва доброволец в РККА. Член на Руската Комунистическа Работническа Партия – болшевики (РККП (б)).
След Гражданската война се връща в института, след което работи в химически завод „Република“.
През 1935 г., за критика към колективизацията е изключен от РККП (б), а през 1937 е арестуван и осъден за принадлежност към „Чаяновската контрареволюционна група“.
Излежава присъдата си работейки като технолог по спиртопроизводството във фабрика, близо до Шадринск. В началото на 1941 година е освободен и принудително заселен в село Локота.

### Локотска република
След образовуването на Локотска република става заместник бургомистър на Константин Павлович Воскобойник, а от януари 1942 г., след гибелта на К. Воскобойник в бой с партизаните, е глава на Републиката „Автономен Локотски окръг“.
През есента на 1942 г. сформира първата бригада 29-а гренадирска дивизия СС-РОНА (1-ва руска), за отбрана на Локотския окръг от партизаните и частите на НКВД, които извършват от 40 до 60 нападения на месец.
Ползва се с голям авторитет и поддръжка сред населението.
През 1943 година, следствие на широкомащабно настъпление на Червената армия, частите от РОНА се изтеглят в Беларус, където Камински се отличава в тежки сражения, за което е награден с Железен кръст – първи клас.
По-късно 29-а гренадирска дивизия СС-РОНА, е преобразувана в 29-а СС-гренадирска дивизия, и заедно с отстъпващите германски войски, се изтегля на запад, където по заповед на Хайнрих Химлер участва в потушаването на Варшавското въстания (район Охта), проявявайки изключителна жестокост. По време на потушаването, създадените на 5 август от Камински бригади, убиват около 15 хиляди мирни жители на столицата. Мародерството на бригадите на Камински не само не спира с потушаването на въстанието, но той го поощрява и оправдава пред немското командване.
Според множество източници, Каминский е отозван в Лодз (Лицманнштадт), където е даден на трибунал на СС и разстрелян за неподчинение, своеволие и мародерство, проявено зверско отношение към мирното население на Варшава и грабежи. На подчинените му е съобщено че е убит от полските партизани.

## Други версии за смъртта на Камински
1. Разстрелян по заповед на Химлер;
2. Убит от словенски партизани в Карпатите при опит да се прехвърли в Западна Украйна, за да се присъедини към УПА;
3. Убит в резултат на спецоперация на НКВД, които организират преследване (успява да се спаси по чудо няколко пъти);